# Karen Chance
Pour les articles homonymes, voir Chance.
Œuvres principales
- Série Cassandra Palmer

Karen Chance est une écrivaine américaine de fantasy urbaine.

## Biographie
Karen Chance a grandi à Orlando en Floride. Elle a vécu en France, au Royaume-Uni, à Hong Kong, et à La Nouvelle-Orléans où elle a enseigné l'histoire.
Karen Chance est une habituée de la liste des best-sellers du New York Times et de celle du USA Today.
Elle vit actuellement à DeLand en Floride.

## Œuvres

### SérieCassandra Palmer
1. Seuil des ténèbres, Milady, 2010 ((en) Touch the Dark, 2006)
2. L'Appel de l'ombre, Milady, 2010 ((en) Claimed by Shadow, 2007)
3. L'Étreinte de la nuit, Milady, 2011 ((en) Embrace the Night, 2008)
4. La Damnation de l'aube, Milady, 2011 ((en) Curse the Dawn, 2009)
5. L'Emprise de la Lune, Milady, 2012 ((en) Hunt the Moon, 2011)
6. L'Attrait des étoiles, Milady, 2014 ((en) Tempt the Stars, 2013)
7. (en) Reap the Wind, 2014
8. (en) Ride the Storm, 2016
9. (en) Brave the Tempest, 2019

### SérieDorina Basarab, Dhampir
- (en) Buying Trouble, 2007Paru dans l’anthologie On the Prowl

1. (en) Midnight's Daughter, 2008
2. (en) Death's Mistress, 2009
3. (en) Fury's Kiss, 2012

### Nouvelles
- (en) Rogue Elements, 2008Paru dans l’anthologie Wolfesbane and Mistetoe
- (en) The Day of the Dead, 2008Paru dans l'anthologie The Mammoth Book of Vampire Romance
- Les jeux sont faits, Milady, 2011 ((en) Vegas Odds, 2009)VO paru dans l'anthologie Strange Brew, VF paru dans l'anthologie Philtres et Potions
- (en) Skin Deep, 2010Paru dans l'anthologie Inked
- (en) The Gauntlet, 2010Paru dans l’anthologie The Mammoth Book of Paranormal Romance 2
- (en) In Vino Veritas, 2011Paru dans l'anthologie Chicks Kick Butt